# Sofiakathedraal (Poesjkin)
De Sofiakathedraal (Russisch: Софийский собор) of Hemelvaartkathedraal is een Russisch-orthodoxe kathedraal in de historische wijk Sofia van de stad Poesjkin. De kathedraal was een van de eerste Russische kerken in de stijl van het palladianisme. De kerk kan ook worden omschreven als een van de eerste voorbeelden van neo-byzantijnse architectuur in Rusland.

## Geschiedenis
De kerk werd opgericht in juli 1782 op instigatie van keizerin Catharina II van Rusland. Het was een grote wens van de tsarina om Constantinopel te bevrijden van de Turken en zij wenste in de nabijheid van haar zomerverblijf een replica van de Hagia Sophia. Een exacte replica bleek echter een dure aangelegenheid te worden. De keizerin deed daarom een beroep op haar favoriete architect, Charles Cameron, om een Byzantijnse kerk te ontwerpen. De Schotse architect had echter slechts een vaag idee waar de byzantijnse architectuur voor stond en ontwierp een sober en monumentaal gebouw met aan elke kant een rij Dorische zuilen. De bouwwerkzaamheden onder supervisie van Ivan Starov zouden zes jaar in beslag nemen. De kerk zoals die uiteindelijk werd gebouwd, met vijf koepels op vierkante tamboers, zou vagelijk doen denken aan de Hagia Irene. De kathedraal werd in aanwezigheid van de keizerin gewijd op 28 mei 1788. Gedurende de volgende twee decennia werd de kerk met neoklassieke beschilderingen versierd door medewerkers van de Keizerlijke Academie voor Kunsten. Een twee verdiepingen tellende klokkentoren werd aanzienlijk later (1905) toegevoegd naar een ontwerp van Leon Benois. In 1784 zou de kathedraal de kapittelkerk worden van de Orde van Sint-Vladimir. In 1817 werd de kathedraal door Alexander I ter beschikking gesteld aan een huzarenregiment van de Russische Keizerlijke Garde dat werd ingekwartierd in Sofia. Gedurende de 19e eeuw werd de kerk steeds meer ingericht met militaire rekwisieten en trofeeën.

## Sovjetperiode
In 1918 werd de kerk een parochiekerk, maar spoedig zou het verval intreden. De kerk werd in 1934 gesloten en bestemd als opslagplaats en later deels ook als garage.

## Heropening
In 1989 hervatte de Russisch-orthodoxe kerk de eredienst. De wijding van de volledig gerestaureerde kerk vond plaats op 17 mei 1999.